# Шварценберг, Иосиф I фон
Князь  Иосиф I Адам Иоганн Непомук Франц-де-Паула Иоахим Иуда-Таддеус Авраам фон Шварценберг (нем. Joseph I. Adam Johann Nepomuk Franz de Paula Joachim Judas Thaddäus Abraham Fürst von Schwarzenberg ; 15 декабря 1722, Вена — 17 февраля 1782, Вена) — австрийский придворный и государственный деятель, Оберст-гофмейстер (1776–1782), конференц-министр и меценат. Кавалер ордена Золотого руна.

## Биография
Родился в 1722 году в Вене. Представитель рода князей Шварценбергов. Сын князя Адама Франца Карла Шварценберга (1680—1732) и его супруги, Элеоноры-Елизаветы-Амалии-Магдалены, урождённой княжны Лобковиц  (1682—1741).
В возрасте десяти лет номинально стал главой династии. В дальнейшем был камергером императора, первым камергером императрицы Марии Терезии, оберст-гофмейстером и конференц-министром. 
Содержал собственный оркестр, а также придворный театр при своей резиденции в Круммау, где ставились оперы. 
С 1741 года был женат на княжне Марии-Терезии фон унд цу Лихтенштейн (1721—1753), дочери князя Иосифа Иоганна Адама фон унд цу Лихтенштейна (1690—1732). Когда у пары родился наследник, в благодарность они выстроили церковь в Постельберге. Всего в браке родилось девять детей.
С 1746 года князю Шварценбергу было разрешено передавать княжеский титул всем своим потомкам, а не только старшему сыну, как было ранее. С этого времени она именовался имперским (рейхсфюрст) и богемским князем.
Скончался Иосиф фон Шварценберг в 1782 году в Вене.